# Karol, omul care a devenit Papă
Karol, omul care a devenit Papă (pl: Karol - Człowiek, który został Papieżem, it: Karol, un uomo diventato Papa) este un miniserial TV din 2005 regizat de Giacomo Battiato, fiind o coproducție Polonia-Italia-Franța-Germania și Canada. Miniserialul este o biografie a lui Karol Wojtyła, cel care a devenit mai târziu Papa Ioan Paul al II-lea. Povestea începe în 1939 când Karol avea 19 ani și se termină cu Conclavul papal din 1978 în urmă căruia a fost numit Papă.
Miniserialul a avut un succes incredibil și ca atare a fost continuat în 2006 de Karol: The Pope, The Man (pl: Karol. Papież, który pozostał człowiekiem, it: Karol - Un papa rimasto uomo). 

## Rolurile principale
- Piotr Adamczyk - Papa Ioan Paul al II-lea / Karol Wojtyła
- Małgosia Bela - Hania
- Raoul Bova - Părintele Tomasz Zaleski
- Matt Craven - Hans Frank, general SS și avocat
- Ken Duken - Adam Zieliński
- Ennio Fantastichini - Nowak
- Olgierd Łukaszewicz - tatăl lui Karol Wojtyła
- Lech Mackiewicz - Stefan Wyszyński
- Radosław Pazura - Paweł
- Violante Placido - Maria Pomorska
- Grażyna Szapołowska - Brigitte Frank
- Kenneth Welsh
- Patrycja Soliman - Wisława

## Coloana sonoră
Coloana sonoră a miniserialului a fost creată de Ennio Morricone care în 2007 a publicat-o pe 2 CD-uri.